# بيت كيلباتريك
بيت كيلباتريك (بالإنجليزية: Pete Kilpatrick)‏ هو مغن مؤلف أمريكي، ولد في 19 نوفمبر 1982.

## وصلات خارجية
- الموقع الرسمي